# Gunskircheni koncentrációs tábor
A gunskircheni koncentrációs tábor, hivatalos nevén Wels II a második világháború utolsó néhány hónapjában Németország mauthauseni koncentrációs táborának egyik kisebb altábora volt.
Bár nem kényszermunka- vagy megsemmisítő táborként létesítették, rövid fennállása alatt mégis több ezer halálos áldozatot követelt.

## Elhelyezkedése
A tábor a Harmadik Birodalom Oberdonau nevű tartományában (ma Ausztria Felső-Ausztria tartománya), a Linztől délnyugatra lévő Wels város közelében, Gunskirchen és Edt bei Lambach települések között feküdt. Területét sűrű fenyőerdő borította, ezért „Waldlager”-ként is emlegették; szögesdrót kerítés és őrtornyok vették körül.

## Története
Wels II-t, a mauthauseni lágerrendszer (egyik?) utolsóként létesített altáborát 1944. december 27-én alapították és August Eigruber gauleiter utasítására, 500 foglyot munkába állítva kezdték kiépíteni. Hivatalosan március 12-én nyitották meg; a fogva tartottak létszáma április elején 2020 fő volt. Amikor 1945. április 13-án használatba vették, a „Waldlager” csak részben készült el, vízvezetéket sem építettek.
Használatba vételét végső soron a hadi helyzet indokolta. A szovjet csapatok előrenyomulása miatt a németek előbb az auschwitzi és más koncentrációs táborok életben hagyott foglyait telepítették át nyugatra, így Mauthausenbe és környékére is. Március végétől már a német ún. „birodalmi védőállás” egyes szakaszait építő magyar kényszermunkásokra került sor. Ezek főként a Budapestről gyalogmenetben a határra küldött ún. „kölcsönadott” zsidók és a korábbi munkaszolgálatos századokhoz beosztottak SS-nek átadott tömegeiből álltak.
Hamarosan már a mauthauseni főtábor 1944 decemberében felállított sátortábora (Zeltlager) is megtelt agyongyötört foglyokkal. 1945. április 14-én a táborvezetés az újonnan érkezettek (érkezők) Gunskirchenbe küldését határozta el. Az első kb. 5000 fő április 16-án indult el, a második csoport 26-án, a harmadik 28-án, (más forrás szerint a menetek 16-án, 18-án és 24-én érték el a tábort), mindegyik gyalog. A főtáborból az 55 km hosszú utat három, három és fél nap alatt tették meg, közben enni alig kaptak. A gyalogmeneteket kísérő őrszemélyzet a kimerültségtől összeesett foglyokat helyben agyonlőtte.
Gunskirchenbe közvetlenül, Mauthausen érintése nélkül is irányítottak kényszermunkás csoportokat. Április végén a tábor fogolyállománya becslések szerint kb. tízezer fő lehetett és nagy többségben magyar zsidókból állt. (A Hans Maršalek osztrák kutató által közölt 12–15 000 főt Szita Szabolcs, a téma magyar kutatója túlzottnak tartja.).
A fenyőerdőben 13, egyenként 800 m² alapterületű barakk készült. Más forrás szerint áprilisban csak 6–7 félig elkészült barakk (föld-, illetve kőpadlóval) és további két kisegítő barakk állt.) Ezekbe a barakkokba zsúfolták az egymás után érkező csoportok deportáltjait, köztük ezernél több nőt és gyermeket.
Az életkörülmények különösen rosszak voltak. A foglyok a tűlevelekkel borított sáros földön ültek, feküdtek, a barakkokban egymás hegyén-hátán aludtak. Állandósult az éhezés. Naponta egyszer tűzoltókocsival hozták a lágerbe az ivóvizet és egy kb. 1500 literes tartályból osztották szét. A szabálysértéseket néha vízmegvonással büntették. A tábor egyetlen, kb. 20 személyes latrinája előtt órákig kellett sorba állni, ami különösen a sok gyomorbetegségben, vérhasban, tífuszban szenvedőnek okozott gyötrelmet. Aki a sorból kiállva könnyített magán, azt agyonlőtték.
A táborban nem volt kényszermunka, krematórium, nem voltak tömeges kivégzések. A foglyok nagy többsége a minimális ellátás és az egészségügyi feltételek hiánya, éhezés, betegségek, végelgyengülés következtében halt meg, az utolsó napokban egyre többen. A halottakat tömegsírokba temették, de végül a holttestek már temetetlenül hevertek a földön.

### Felszabadulás
Az amerikai csapatok 1945. május 5-én tisztították meg a németektől Wels környékét, de már előző napon a gunskircheni láger területére léptek. Az SS őrszemélyzet addigra elmenekült.
A felszabaduláskor az amerikaiak 5419 túlélőt regisztráltak; az érkezésük előtti nap(ok)on becslések szerint kb. 3000 fő már elhagyta a tábor területét. A halottak száma a felszabadításig mintegy 4000 fő lehetett. Pontos adatok nem ismerhetők.
A felső-ausztriai lágerek felszabadítása után az amerikai egészségügyi osztagok betegtáborok létesítésével, nagy mennyiségű élelem és gyógyszer biztosításával sokat tettek a testileg-lelkileg megtört emberek felépüléséért. Közülük sokat így sem sikerült már megmenteni. Gunskirchen beteg foglyainak zömét Hörsching és Wels ideiglenes kórházaiban helyezték el. 
A magyar írók közül Hörschingben hunyt el Gelléri Andor Endre és Körmendi Zoltán, a Gunskirchent túlélők között volt Hegedüs Géza és Vészi Endre.